# Mratišić
Mratišić (en serbe cyrillique : Мрастишић) est un village de Serbie situé dans la municipalité de Mionica, district de Kolubara. Au recensement de 2011, il comptait 306 habitants.

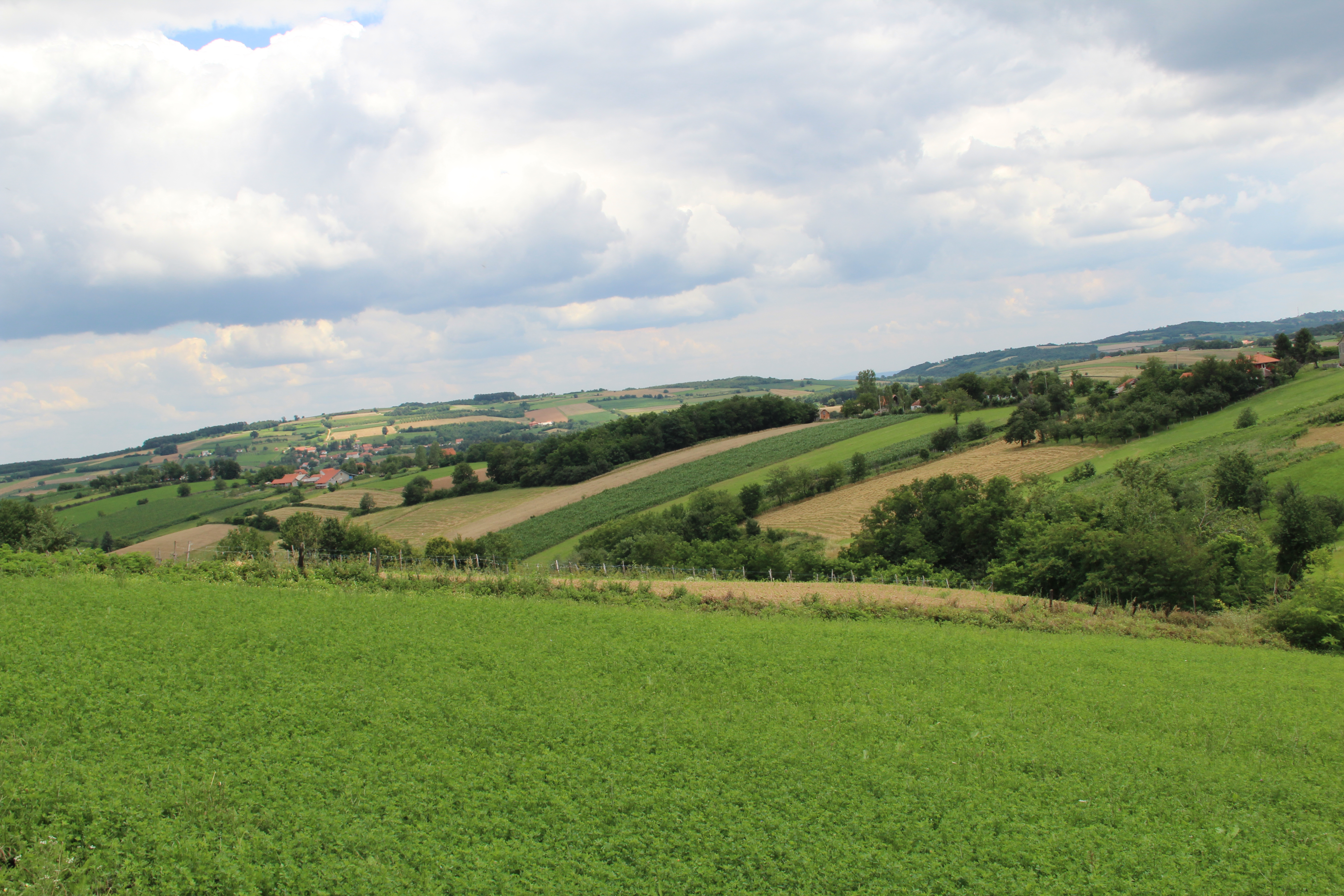
Mratišić - panorama
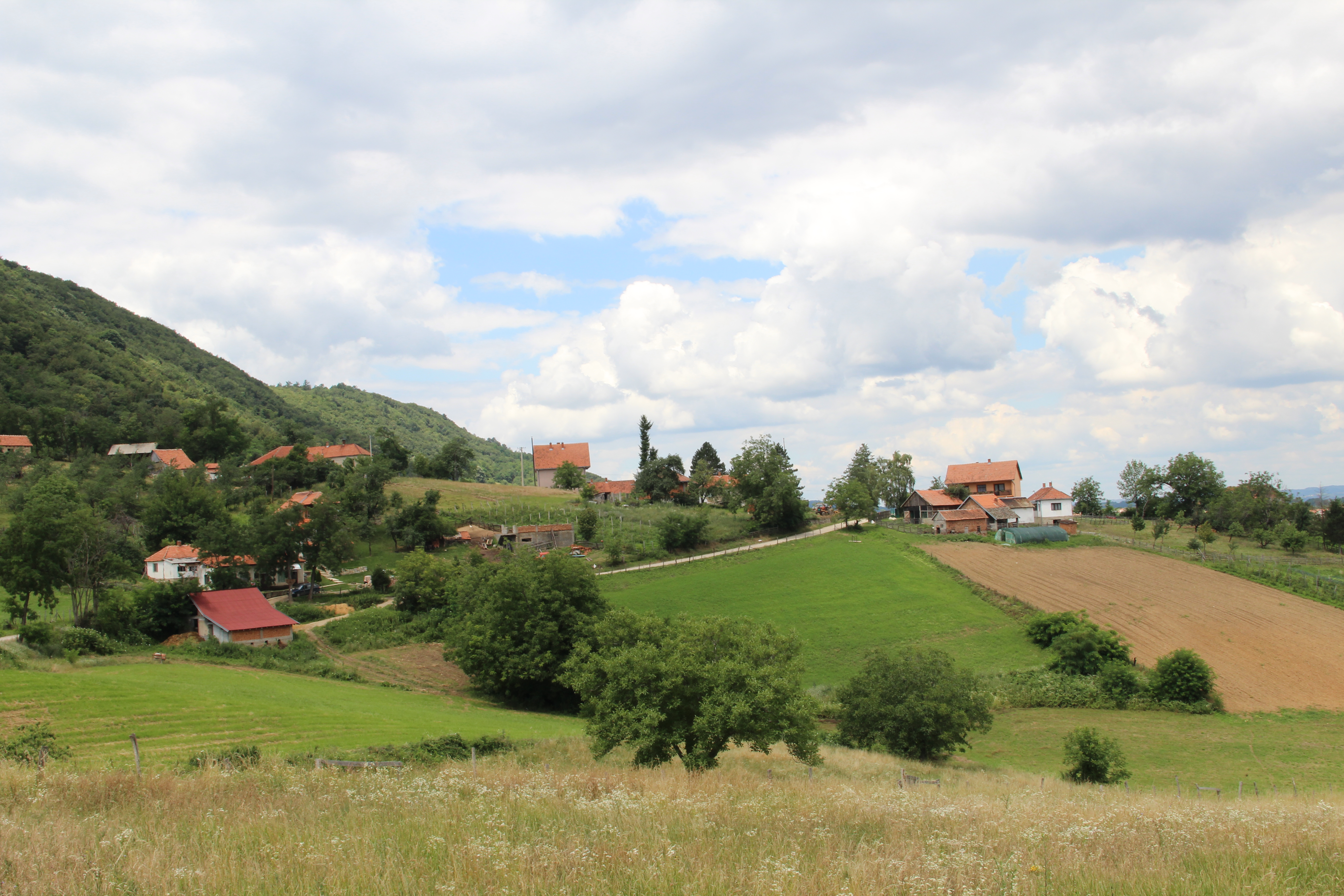
Mratišić - panorama
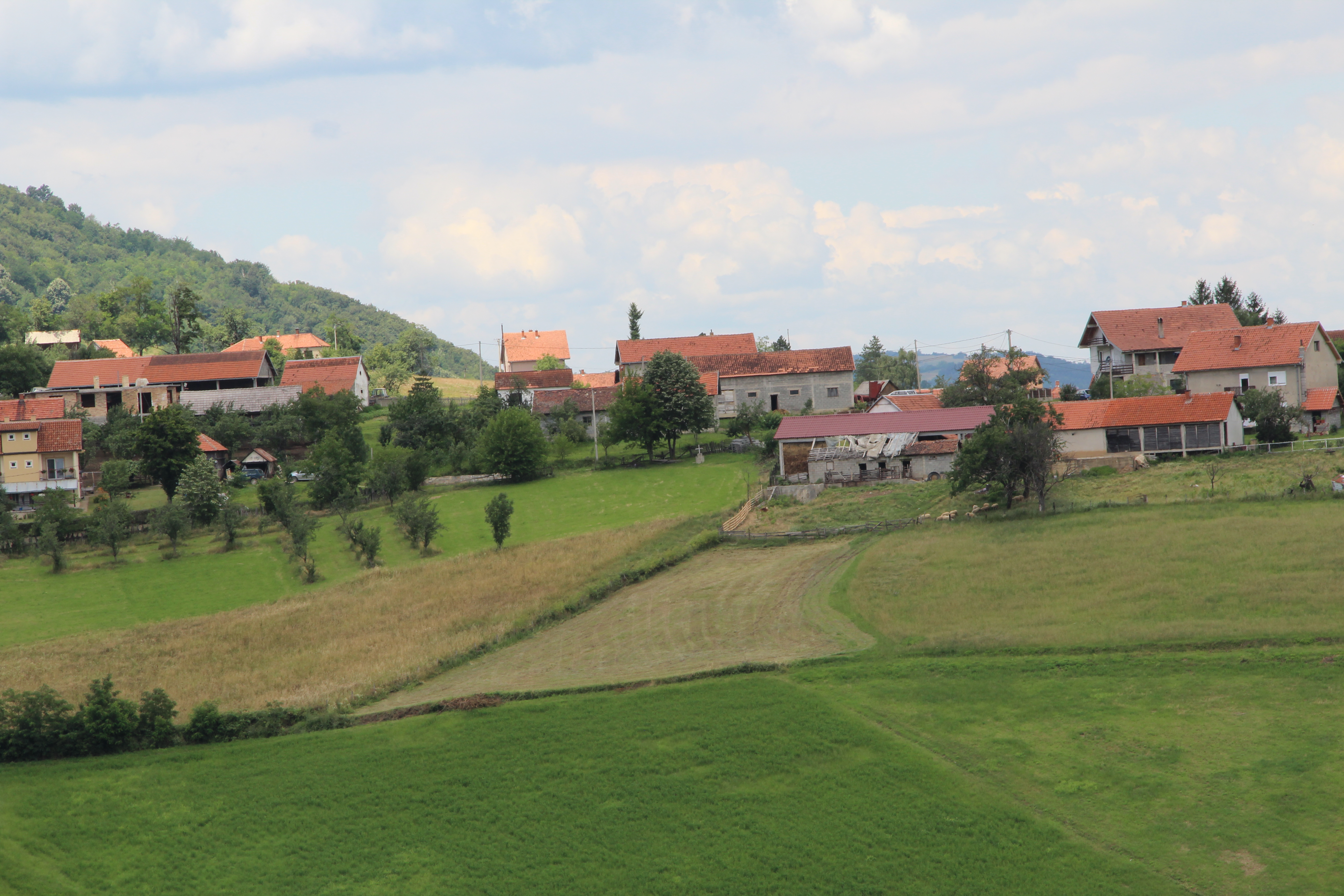
Mratišić - panorama
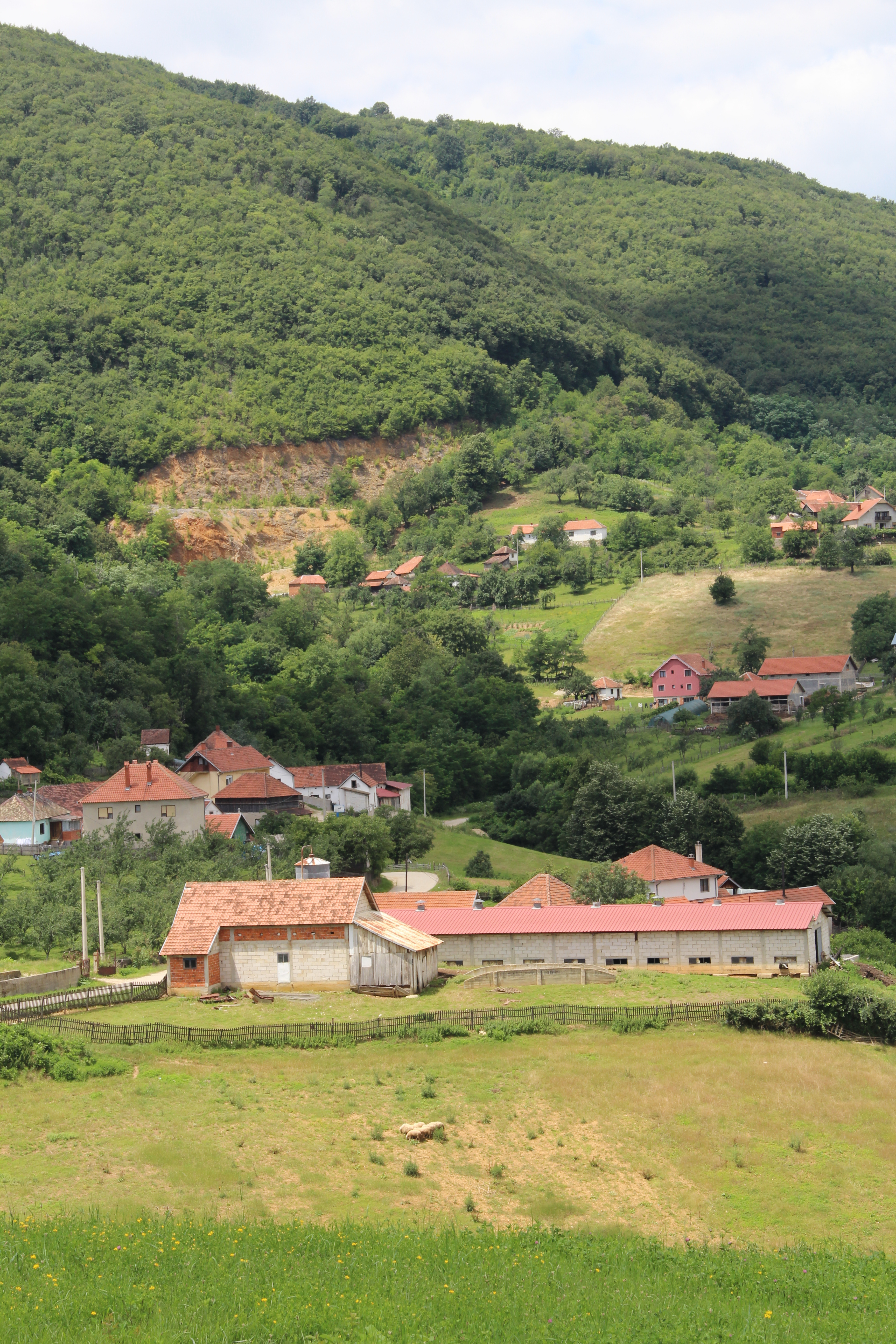
Mratišić - panorama
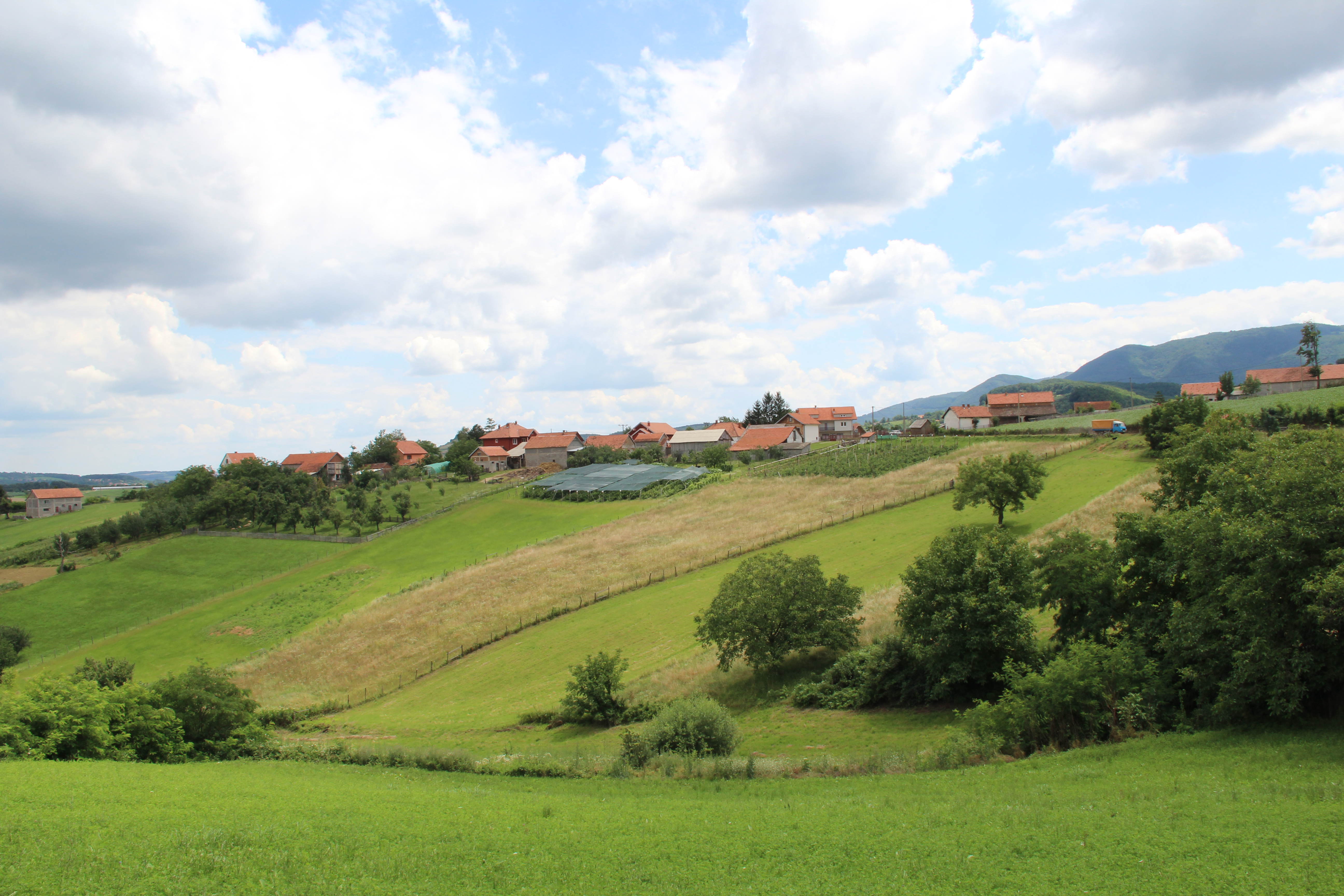
Mratišić - panorama
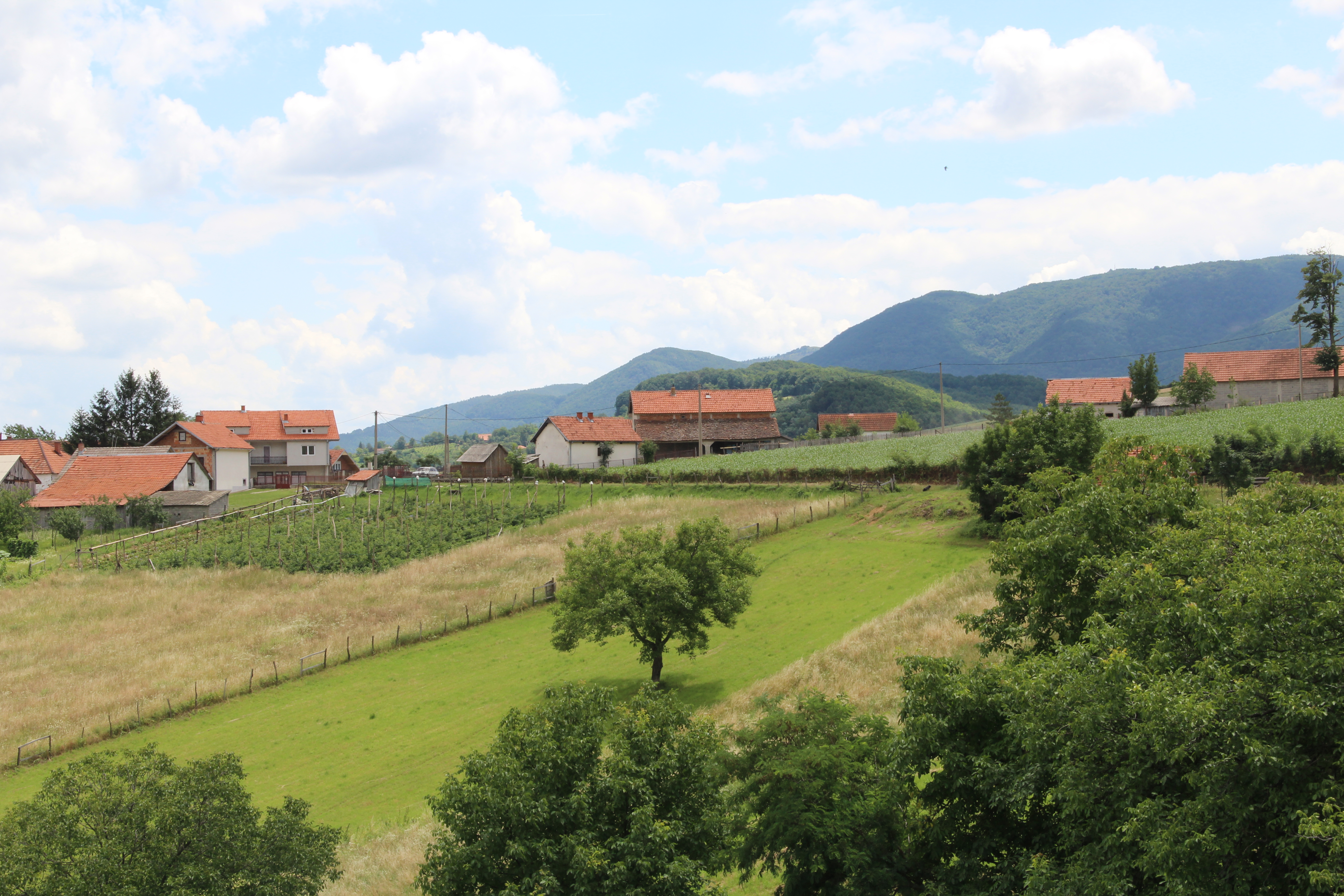
Mratišić - panorama
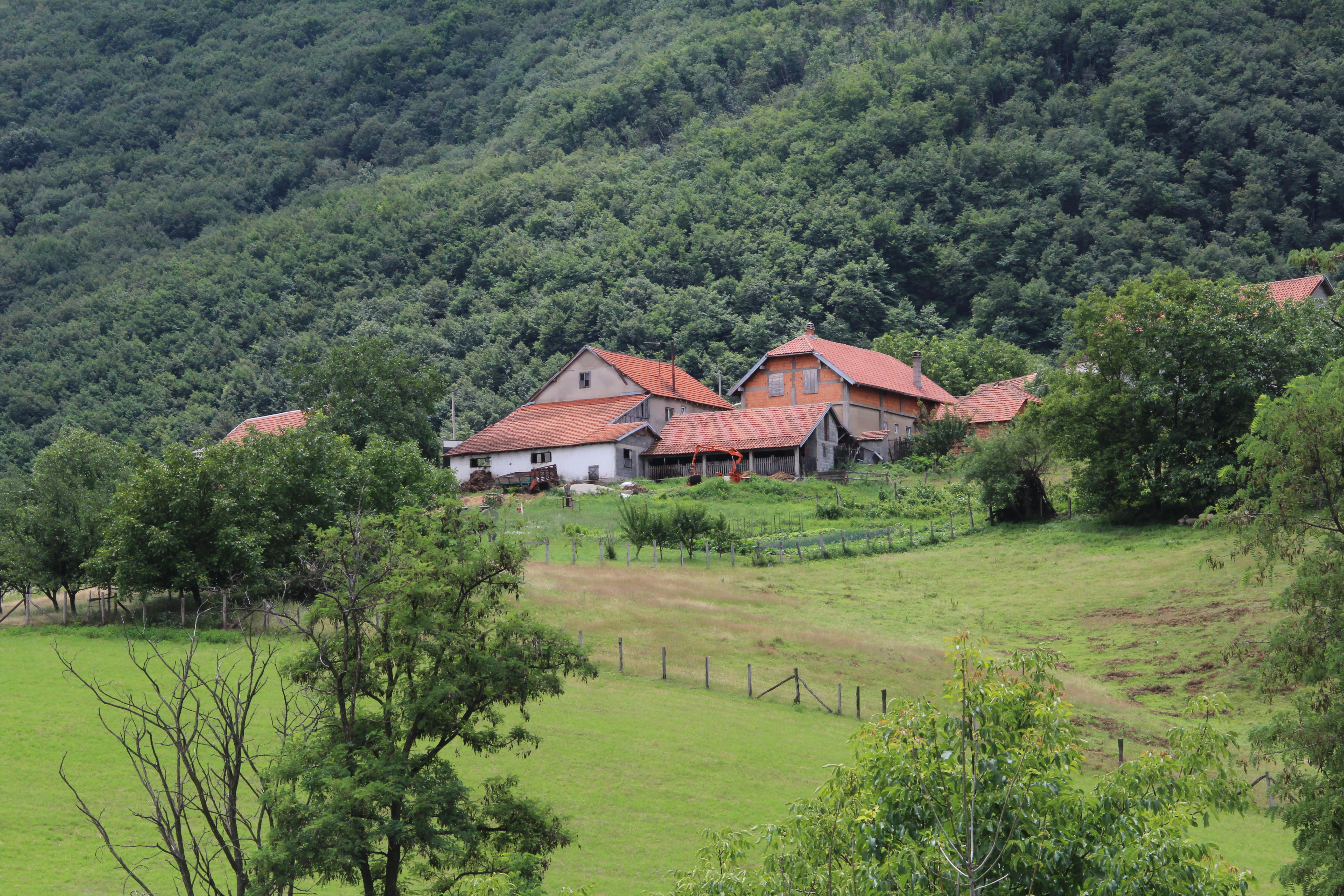
Mratišić - panorama
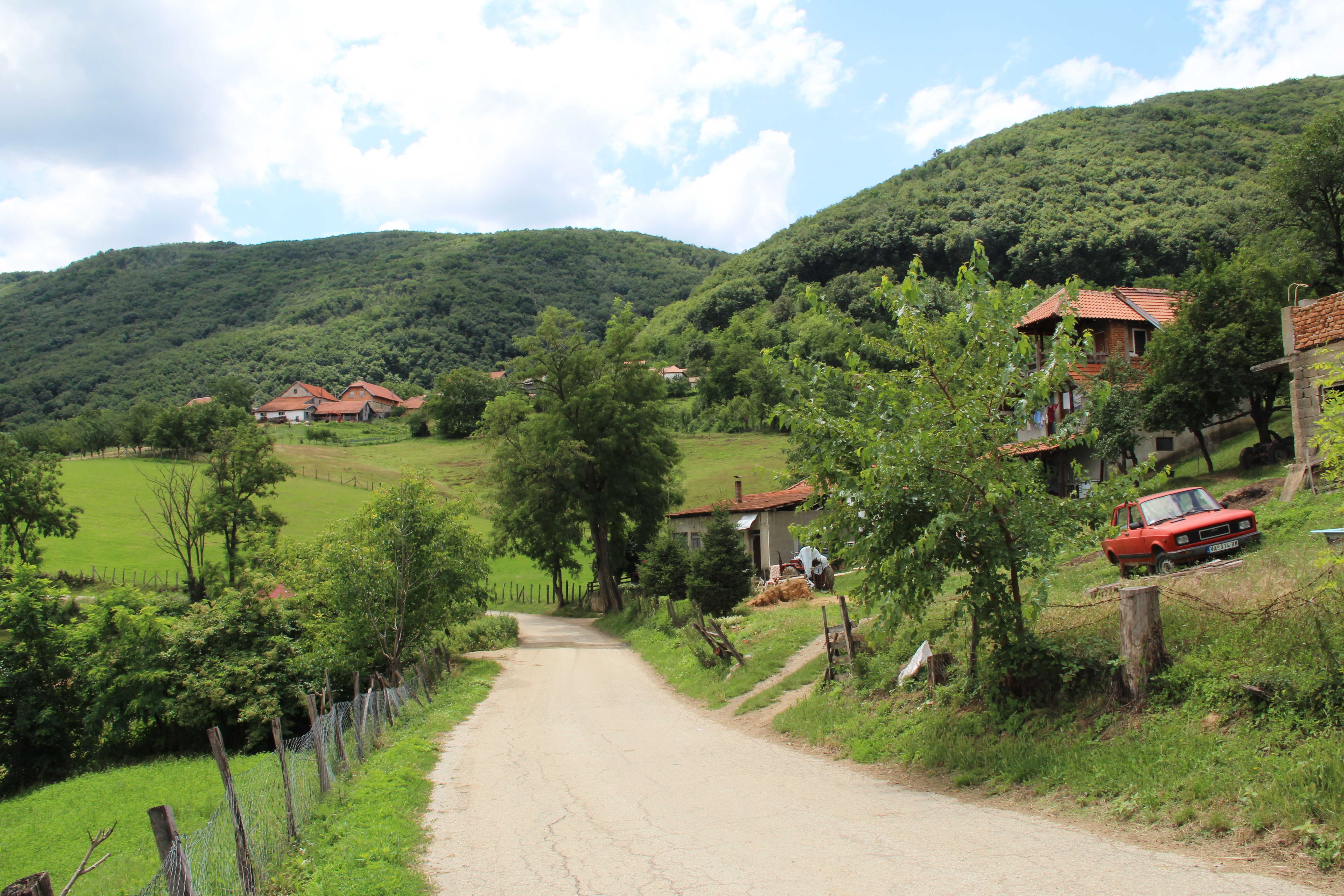
Mratišić - panorama

## Démographie
| 1948 | 1953 | 1961 | 1971 | 1981 | 1991 | 2002 | 2011 |
| ---- | ---- | ---- | ---- | ---- | ---- | ---- | ---- |
| 508  | 520  | 469  | 463  | 447  | 381  | 345  | 306  |

|  |